# نامجو (کوهدشت)
نامجو (کوهدشت)، روستایی از توابع بخش مرکزی شهرستان کوهدشت در استان لرستان ایران است.

## جمعیت
این روستا در دهستان کوه دشت شمالی قرار دارد و براساس سرشماری مرکز آمار ایران در سال ۱۳۸۵، جمعیت آن ۳۵۰ نفر (۵۷خانوار) بوده‌است.